# تيرويوكي مونيوا
تيرويوكي مونيوا (茂 庭 照 幸) ، هو لاعب كرة القدم الياباني ولد في 8 سبتمبر 1981 . بدأ حياته المهنية مركز ظهير في دوري الدرجة الثاني الياباني إلى جانب بيلمار هيراتسوكا. وكان من المدافع الاساسيين ولكن كان لا بد من نقلها بسبب صعوبات مالية للنادي.
قدم أول مباراة دولية له في اليابان في مباراة ودية ضد تونس في 8 أكتوبر 2003. وسجل أول هدف دولي له في 3 أغسطس 2005 ضد جمهورية الصين الشعبية في مباراة كأس شرق آسيا. وكان عضوا في منتخب اليابان في دورة الألعاب الاولمبية عام 2004، وقد شارك في نهائيات كأس العالم 2006.

## روابط خارجية
- تيرويوكي مونيوا على موقع الاتحاد الدولي (مؤرشف)  (الإنجليزية)
- تيرويوكي مونيوا على موقع رابطة كرة القدم اليابانية للمحترفين (اليابانية)
- تيرويوكي مونيوا على موقع إي إس بي إن إف سي (الإنجليزية)
- تيرويوكي مونيوا على موقع قاعدة بيانات كرة القدم.إي يو (الإنجليزية)
- تيرويوكي مونيوا على موقع ناشيونال فوتبول تيمز (الإنجليزية)
- تيرويوكي مونيوا على موقع Soccerbase.com (لاعب) (الإنجليزية)
- تيرويوكي مونيوا على موقع Soccerway.com (الإنجليزية)
- تيرويوكي مونيوا على موقع عالم كرة القدم.نت (الإنجليزية)
- تيرويوكي مونيوا على موقع أوليمبيديا (الإنجليزية)

1. ↑  FIFA.com نسخة محفوظة 17 أكتوبر 2013 على موقع واي باك مشين.
2. ↑  CNN.com - Mineiro steps in as Edmilson quits - May 31, 2006 نسخة محفوظة 22 فبراير 2014 على موقع واي باك مشين.